# Enlil-bani (Schandabakku)
Enlil-bāni, Nachfahre des Amilatum, war um das 15. und 14. Jahrhundert v. Chr. ein hoher kassitischer Beamter und Priester. Er war nicht nur šandabakku, also eine Art Archivleiter oder auch Schatzmeister, vielleicht auch Statthalter von Nippur und rabanum (Bürgermeister) von KUR-TI (Dur-Kurigalzu), sondern auf einem tönernen kudurru des Kurigalzu I. wird er auch als nešakkum (Hohepriester) des Enlil genannt. Vermutlich war er unter diesem Herrscher auch weiterhin noch šandabakku von Nippur und rabanum von KUR-TI, eine Ämterhäufung, die sich unter späteren Herrschern nicht mehr finden sollte.
Sein Nachfolger als nešakkum des Enlil unter Burna-buriaš II. wurde Ninurta-nadin-ahhe, den die meisten Forscher für seinen Sohn halten. Dessen Nachfolger wiederum war Enlil-kidinni, der auch unter den drei folgenden Herrschern belegt ist.